# Daş Zirə

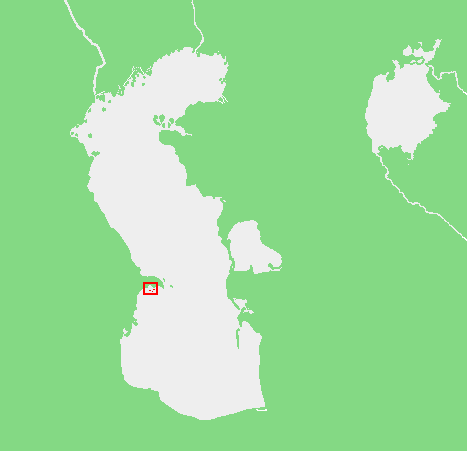
Lokalizacja wyspy

Dash Zira – wyspa należąca do Azerbejdżanu, na Morzu Kaspijskim przy Zatoce Baku. Vulf znajduje się w Bakı arxipelaqı (Archipelagu Baku).